# Flachkollektor

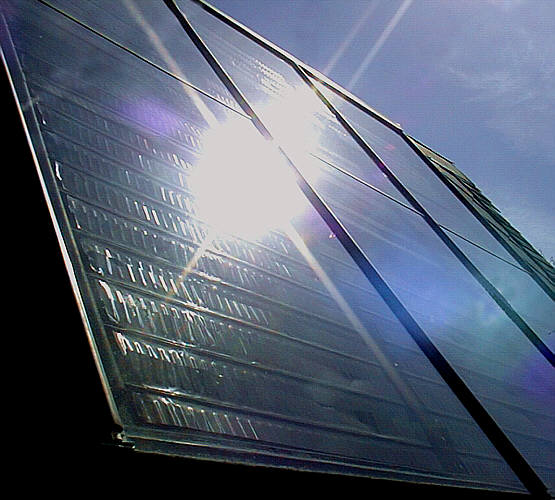
Dachaufbau-Flachkollektoren

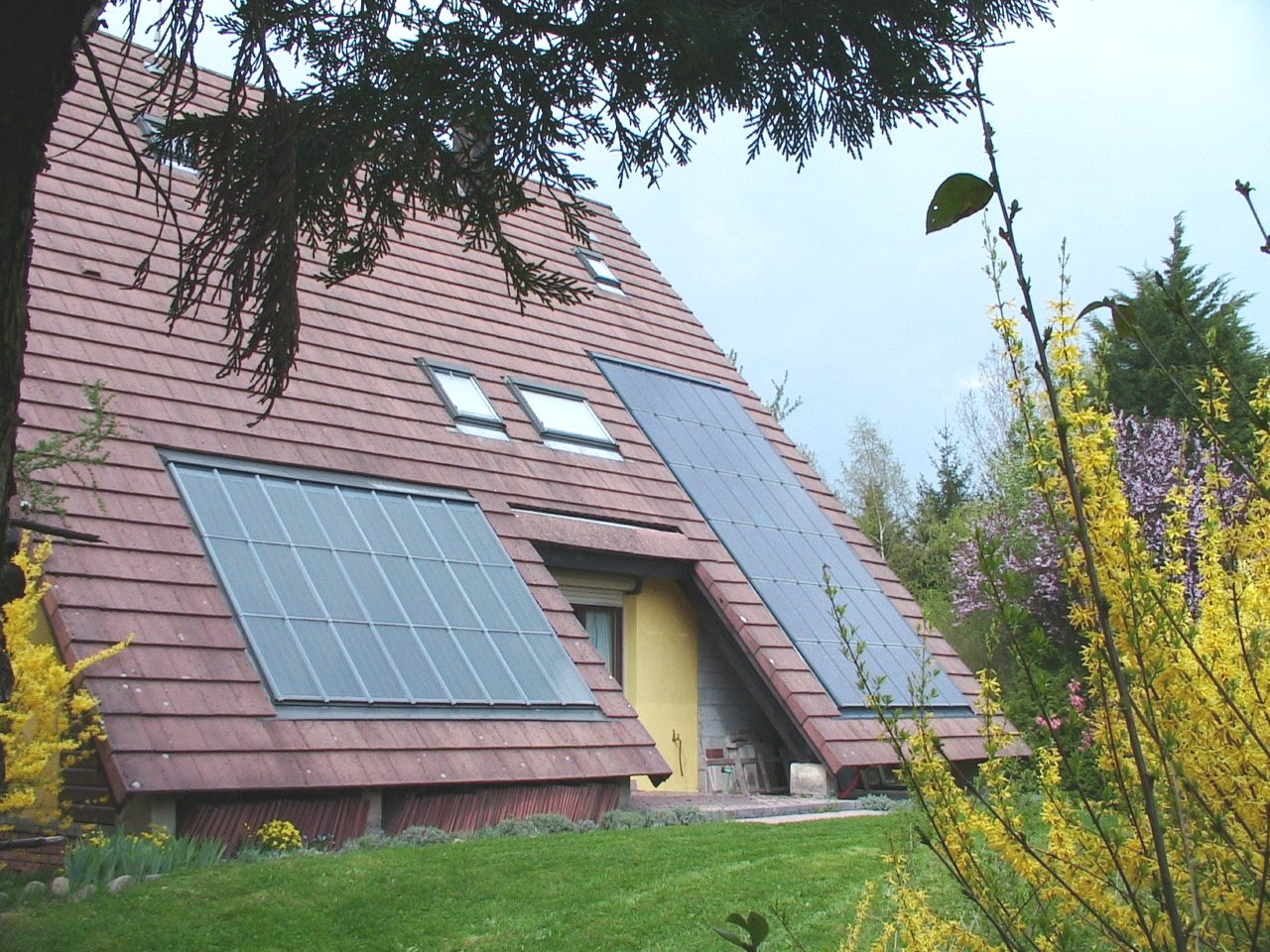
Dacheinbau-Flachkollektoren

Als Flachkollektor wird ein bestimmter Bautyp von Sonnenkollektoren bezeichnet. Hauptmerkmal ist die Ausrichtung einer flachen, ebenen Absorberfläche zur Sonne (keine Krümmung, keine Konzentration). Flachkollektoren werden zur Erwärmung von Schwimmbadwasser, Gemischen aus Wasser und Frostschutz sowie Luft verwendet.

## Verbreitung
Auf dem deutschen Markt, dem bei weitem größten in Europa, dominieren dämmstoffgedämmte Flachkollektoren gegenüber Vakuumröhrenkollektoren etwa im Verhältnis 9:1. Vakuumflachkollektoren sind ein Nischenprodukt. Technisch unterscheiden sich die 'normalen' Kollektoren von den evakuierten durch die Wärmedämmung bzw. die damit zusammenhängenden Details bei Abdeckung, Rahmen und Gestell.
Im Vergleich zu Röhrenkollektoren haben Flachkollektoren eine etwas geringere Effizienz bei höheren Temperaturen.

## Aufbau

### Abdeckung
Die Abdeckung hat die Aufgabe die Einstrahlung der Sonne – auch bei flachem Einstrahlwinkel – möglichst vollständig in das Innere des Kollektors zu lassen und das Entweichen der Wärme in Form von Strömung und Strahlung möglichst zu verhindern.
Das am häufigsten eingesetzte Material ist Solarglas, das manchmal noch antireflexbehandelt wird. Für Selbstbauprojekte wird vielfach preiswertes Gartenblankglas eingesetzt.
Kunststoffe sind aufgrund ihrer nur begrenzten Widerstandsfähigkeit gegenüber UV-Strahlung, Hitze, Frost und anderem weitgehend vom Markt verschwunden. Nur im Bereich der Schwimmbadabsorber (die auf das zentrale Bauteil geschrumpfte Flachkollektorbauart) gibt es noch Anwendungen mit schwarz eingefärbtem Polypropylen und EPDM.

### Absorber
Heutige Flachkollektoren sind am häufigsten als Kupferabsorber ausgeführt. In den 1980er Jahren waren auch Aluminiumabsorber gängig, diese konnten sich langfristig vorwiegend aus elektrochemischen Gründen nicht durchsetzen: Aufgrund von Mischinstallationen mit Cu-Rohr wurden spezielle Wärmeträgerflüssigkeiten eingesetzt. Nach ca. 10 Jahren Betrieb zeigten sich jedoch Schäden aufgrund von Fehlern bei der Inbetriebnahme bzw. der Wartung. Zukünftige Absorber auf Aluminiumbasis sind in der Entwicklung.

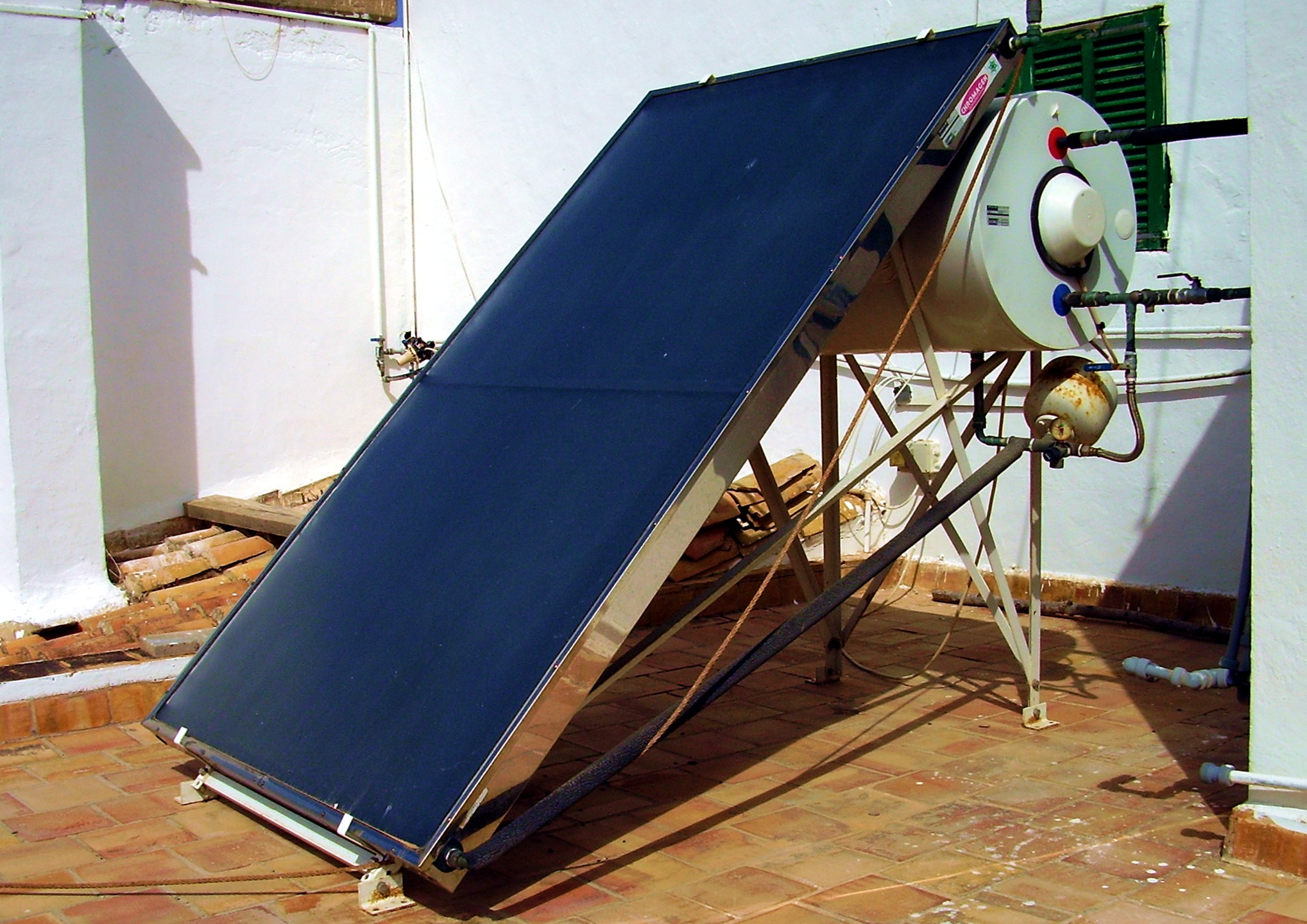
Thermosiphon-Solarabsorber mit Speicher auf einem Flachdach

Die im Mittelmeerraum überwiegend verwendeten Aluminiumabsorber (teilweise mit Aluminium-, teilweise mit Kupferverrohrung) sind in der Regel mit so genannten Ofenrohr- oder Thermolacken beschichtet. Solche Lacke sind bis 400 °C hitzebeständig. Der geringere Wirkungsgrad wird weitestgehend durch die höhere mittlere Sonnenscheindauer sowie Umgebungstemperatur in diesen Gegenden kompensiert.

#### Oberflächenbeschichtung
Die Beschichtung entscheidet neben der Dämmung und den Eigenschaften des Solarglases über die Leistungsfähigkeit des Kollektors. Sie soll hochselektiv sein, das heißt deutlich mehr als 90 % der einfallenden kurzwelligen Einstrahlung (ca. 300–3500 nm Wellenlänge) durch Absorption aufnehmen, aber weniger als 10 % der aufgenommenen Energie wieder in Form langwelliger Strahlung durch Emission abgeben.
Historisch wurde dafür galvanisch durch Chromatieren eine schwarze Beschichtung aufgebracht, der so genannte Schwarzchrom. Diese Schicht enthält sechswertiges Chrom, welches als karzinogen gilt. Daher hat diese Beschichtungsart heute schon aus Produkthaftungsgründen nur noch einen sehr geringen Marktanteil. Neuere Beschichtungen erlauben nicht nur höhere Wirkungsgrade, sondern gelten auch unter Produktions- und Recyclingaspekten als umweltfreundlicher.
Am verbreitetsten ist heute eine durch Kathodenzerstäubung aufgebrachte Schicht auf Titanbasis mit blauer Farbe, die deutlich niedrigere Emissionswerte als Schwarzchrom erreicht.
Dieses – englisch Sputtern genannte – Verfahren ist ein physikalischer Vorgang, bei dem Atome aus einem Festkörper (Target) durch Beschuss mit energiereichen Ionen (vorwiegend Edelgasionen) herausgelöst werden und in die Gasphase übergehen, um sich anschließend auf dem zu beschichtenden Körper niederzuschlagen.
Die ersten serienreifen Beschichtungen dieser Art wurden in Form von Titan-Nitrid-Oxid-Beschichtungen in Deutschland entwickelt und von der Firma TiNox auf den Markt gebracht.
Eine weitere Neuentwicklung ist eine Beschichtung der Firma Alanod-Sunselect. Es handelt sich dabei um eine Keramik-Metall-Struktur (vermutlich ebenfalls auf Titanbasis), die wie die Titan-Nitrid-Oxid-Beschichtungen im Vakuum-Sputter-Verfahren aufgebracht wird und ebenfalls schwarzbläulich schimmert.
Seit 2005 ist von der Firma BlueTec eine neue und mittlerweile von führenden Herstellern angewandte Kupferbeschichtung am Markt erhältlich.

#### Montage
Um das Absorberblech mit dem Kupferrohrregister zu verbinden, gibt es mehrere Möglichkeiten.
Nach Anwendungshäufigkeit sind diese Verfahren gebräuchlich:
- Ultraschallschweißen
- Löten
- Plasma- und Laserschweißen

Aktuell ist das Laserschweißen technologisch richtungsweisend. Meist wird dabei eine Vollfläche mit dem gesamten Register verbunden. Alternativ lässt sich auch je ein Absorberstreifen (so genannte Finne) mit je einem Kupferrohr verbinden. Vollflächenabsorber dominieren mittlerweile gegenüber Finnenabsorbern etwa im Verhältnis 4:1.
Ein weiteres Fertigungsverfahren ist das Roll-bonding.

### Wärmedämmung

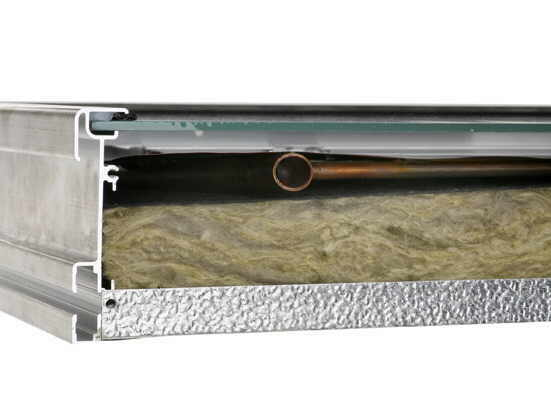
Schnittbild eines Flachkollektors

Die Wärmedämmung soll Wärmeverluste des Kollektors an der sonnenabgewandten Seite (=Rückwand) möglichst gering halten.
In Sonnenkollektoren können auf Grund der hohen Temperaturen bei Leerlauf nur temperaturbeständige Dämmmaterialien verwendet werden. Besonders eignen sich z. B. Mineralwolle oder Schaumglas; bedingt sind auch Holzfaserdämmplatten einsetzbar. Polyurethanschaum und andere sind nur im weniger beanspruchten Bereich verwendbar. Gasgefüllte Dämmungen sind – in Abhängigkeit von der Materialstärke – etwas weniger dämmend als ein Vakuum, daher werden etwas größere Kollektorflächen benötigt, um vor allem bei sehr niedrigen Umgebungstemperaturen bzw. bei einer hohen Temperaturdifferenz zwischen Außenluft und der angestrebten Nutztemperatur vergleichbare Leistungswerte zu erreichen. Unter ökonomischer Sichtweise (Preis/Leistung) sind die mit Dämmstoff gedämmten Flachkollektoren dennoch deutlich effizienter.

### Rahmen
Der Rahmen hat die Aufgabe des Zusammenhaltens (seitlich und Rückwand) der Bestandteile, sowie der Stabilisierung bei Transport und Windbelastung.
Neben Alu- und Kunststoffprofilen wird – z. B. bei Kollektoren, die als Dachersatz eingesetzt werden – auch Holz verwendet.

### Gestell
Das Gestell gewährleistet die Verbindung mit dem Standort. Vor allem bei frei aufgestellten Kollektoren, aber auch bei aufgeständerten Kollektoren sollten diese Konstruktionen wind-, sturm- und witterungsbeständig ausgeführt werden.
Neben Aluminium und Edelstahl wird auch verzinkter Stahl und Titanzink (v. a. als Blech) eingesetzt. In eingeblechter Form kann auch Holz als statisch tragendes Material verwendet werden.